# 2486 Metsahovi
Metsahovi (asteroide 2486) é um asteroide da cintura principal, a 2,0869202 UA. Possui uma excentricidade de 0,0800702 e um período orbital de 1 248 dias (3,42 anos).
2486 Metsahovi tem uma velocidade orbital média de 19,77503021 km/s e uma inclinação de 8,40567º.
Este asteroide foi descoberto em 22 de Março de 1939 por Yrjö Väisälä.